# Neil Peart
Neil Ellwood Peart (12. září 1952, Hamilton, Ontario, Kanada – 7. ledna 2020, Santa Monica, Kalifornie, USA) byl kanadský bubeník a skladatel, působící v torontské skupině Rush, do které vstoupil roku 1974.
Vyrostl v Port Dalhousie v Ontariu (dnes součást St. Catharines) a vykonával různá zaměstnání. Jeho pravé ambice však byly stát se profesionálním bubeníkem. V období dospívání přecházel od jedné regionální skupiny ke druhé, ve snaze stát se bubeníkem na plný úvazek. Po odrazující štaci v Anglii se vrátil domů do Kanady, kde se v létě 1974 připojil k místní torontské skupině Rush.
Ze začátku kariéry byl jeho styl hry hluboce zakořeněn v hard rocku. Jeho vzory byli hardrockoví bubeníci jako John Bonham nebo Keith Moon, kteří byli v čele britské hardrockové scény. Jak běžel čas, začal se inspirovat jazzovými a big bandovými bubeníky Gene Krupou a Buddy Richem. V roce 1994 se Peart stal přítelem a žákem jazzového instruktora Freddie Grubera. To bylo v období, kdy se rozhodl přebudovat svůj herní styl přibráním jazzových a swingových prvků. Gruber ho také seznámil s výrobky společnosti Drum Workshop, jejichž výrobky Peart v současnosti podporuje.
Obdržel mnoho cen za své hudební výkony a byl známý svou technickou dokonalostí a vitalitou.
Vedle hudební činnosti byl Peart také plodným spisovatelem, který vydal několik pamětí o svém cestování a byl také hlavním textařem skupiny Rush. V textech pro Rush popisuje všeobecná témata a různé náměty včetně science fiction, fantasy a filosofie, stejně tak jako světská, humanitární a volmomyšlenkářská témata.

## Život a kariéra

### Dětství
Narodil se v nemocnici města Hamilton, jako první dítě ze čtyř sourozenců, jeho bratr Danny a sestry Judy a Nancy se narodili poté, co se rodina přestěhovala do St. Catharines, když byly Neilovi dva roky. V té době se jeho otec stal prodejcem zemědělských strojů firmy Dalziel Equipment. V roce 1956 se rodina přestěhovala do Port Dalhousie. začal navštěvovat základní školu v Gracefieldu a později druhý stupeň v Lakeportu. Své dětství popisuje jako šťastné a říká že zažil srdečný rodinný život. Začátkem dospívání se začal zajímat o hudbu a tehdy dostal tranzistorové rádio, na kterém mohl přijímat vysílání popových radiostanic z Toronta, Hamiltonu a Wellandu, Ontaria a Buffala z USA.
Jeho první hudební pokusy byly lekce hry na piano, které jak později řekl ve svém instruktážním videu A Work in Progress, na něj neměly žádný vliv. Měl sklony bubnovat hůlkami na různých předmětech kolem sebe, takže mu rodiče ke 13. narozeninám koupili pár bubenických paliček, podušku na cvičení a pár lekcí, s příslibem když vydrží cvičit jeden rok koupí mu bicí soupravu.
Ke čtrnáctým narozeninám mu rodiče koupili bicí soupravu a Neil začal brát lekce od Dona Georgea na Peninsula Conservatory of Music. Jeho debut se konal téhož roku na školním vánočním představení v St. Johns Anglican Church Hall v Port Dalhousie. Jeho dalším vystoupení bylo na Lakeport High School s jeho první skupinou The Eternal Triangle. Toto představení obsahovalo původní číslo nazvané "LSD Forever" a na tomto představení předvedl své první sólo.

### Smrt
Peart zemřel 7. ledna 2020 v Santa Monica, Kalifornie, na agresivní formu rakoviny mozku. Jeho nemoc byla jeho blízkými utajovaná až do jeho smrti. Jeho rodina to oznámila 10. ledna.